# Transmission culturelle au travers des TICs
 (décembre 2017).
- Si vous ne connaissez pas le sujet, laissez ce bandeau (vous pouvez alors contacter les auteurs).
- Si vous supprimez le contenu mis en cause (vous pouvez préalablement contacter les auteurs),

argumentez précisément cette suppression dans la page de discussion
(un manque de référence n'est pas un argument ; une recherche réelle de référence doit avoir été effectuée, être formellement documentée).
La notion de famille a fortement changé ces dernières décennies. En effet, la famille n’est plus considérée comme étant un élément stable et homogène mais elle est devenue de plus en plus hétérogène et variée. Avec l’émergence du transnationalisme, un nouveau type de famille fait son apparition : la famille transnationale. Celle-ci se différencie de la famille dite « intacte » car malgré la distance géographique, les membres de la famille transnationale gardent une communication entre eux. D’ailleurs, selon Nancy Foner, la famille transnationale est dès lors considérée comme étant le lieu d’interaction dynamique entre la structure, la culture et l'agentivité (agency). La culture est influencée par des forces sociales et économiques externes ainsi que par la culture du pays d’origine (Foner, 1997).
Afin de garder la culture de « là-bas », les migrants développent alors le besoin de rester en contact avec leurs proches vivant dans leur pays d’origine. D’ailleurs, d’après la définition donnée par Schiller, Basch et Szanton (1992), le transnationalisme est « le processus par lequel les migrants développent des réseaux sociaux qui relient leur pays d'origine et leur pays d'accueil ». Le fait de tisser des liens familiaux à distance favorise « non seulement la conservation des liens affectifs, mais [permet] également la préservation de la culture et de l’identité ethnique, tout comme le renforcement de l’appartenance au pays d’origine » (Ackers & Stalford, 2004; Mason, 2004; Reynolds & Zontini, 2006; Zontini, 2010). 

## Transnationalismeet familles transnationales
Durant ces dernières années[Quand ?], la notion de famille est devenue de plus en plus hétérogène et dynamique. L’image de la famille nucléaire partageant une proximité géographique ne fait plus l'unanimité aujourd'hui. Cependant, on constate aujourd’hui, avec l’omniprésence des technologies, que ce n’est plus un prérequis aux interactions et échanges familiaux.
Avec l’émergence de transnationalisme, nous assistons à un nouveau type de famille, à savoir la famille transnationale. Elle se compose de trois temps : la séparation, la distance et le regroupement (Ambrosini, 2008). 
La séparation se fait dès lors qu’une individualité, au sein d’une communauté familiale émigre. Pas toujours par choix, cette émigration peut être le fruit de diverses causalités, par exemple l’augmentation du bien-être familial, un choix individuel de rupture, ou encore la sensation d’une situation considérée comme insupportable (Ambrosini, 2008). Il est aussi pertinent de soulever l’importance de la manière par laquelle s’est réalisée cette séparation, dans la perception familiale de ce transnationalisme. En effet, la séparation peut être voulue ou forcée (Ambrosini, 2008) et cela aura un impact différent sur la construction et la consolidation du lien familial. 
C’est lors de cette étape de la distance qu’il est possible d’observer la communication de ces familles transnationales. Ce sera notamment grâce aux Nouvelles Technologies de l’Information et de la Communication (NTICs) que vont pouvoir se transmettre certains éléments. Car c’est à la suite de cette émigration que s’opère un changement dans les normes culturelles, que ce soit pour l’émigrant, mais tout également pour la famille avec qui il est resté en contact. 
Le regroupement se caractérise par une volonté de reprise de contact avec le migrant ou avec la famille laissée au pays. Il est également important de mentionner que toutes les familles n’ont pas comme objectif final la réunification physique de la famille. En effet, la séparation par les frontières n’est pas forcément ce que les familles vont chercher à contrer. L’apparition des Technologies de l’Information et de la Communication permettent donc plus facilement cette étape du regroupement, et ce, au travers des mondes numériques. Les familles transnationales sont donc des communautés unies et solidaires malgré la distance physique qui les sépare (Ambrosini, 2008). 

## Débats autour de la transmission ducapital culturel
Durant ces dernières années, le concept du « capital culturel » a été étudié par plusieurs chercheurs. Cependant, selon John Goldthorpe (2007), Benjamin Castets-Fontaine (2011) et Hervé Glevarec (2013), il n’existe pas une définition unanime de ce concept. Autrement dit, il est encore aujourd'hui difficile d'établir ce qui appartient ou pas au capital culturel (Draelants, 2016). De plus, d'après Hervé Glevarec  (2017), le capital culturel tel qui a été défini par Pierre Bourdieu est relationnel. En effet, il n'existe qu'en interaction avec divers champs. En d’autres termes, c'est à travers les échanges produits par les interactions des individus au sein des différents champs que le capital culturel a du sens. Ce qui signifie que le capital culturel dépend de la transmission des échanges culturels (Glevarec, 2017). 
D’autres auteurs tels que Bernard Lahire (1995), François de Singly (1996) et Gaële Henri- Panabière (2010) ont critiqué le concept de la transmission culturelle. Ils affirment que la définition donnée par Bourdieu « présentait un caractère par trop mécanique sousestimant ainsi l’incertitude du processus qui requiert en pratique une forte implication parentale et oubliant de considérer le rôle actif joué par l’enfant dans l’héritage ». En effet, « pour hériter, l’héritier doit accepter l’héritage et se l’approprier 'dans une logique de tri et non d’accumulation passive » (Octobre & Jauneau, 2008).

### Parallèle avec la théorie dePierre Bourdieu
Comme l'affirment Josiane Le Gall et Deirdre Meintel, la socialisation joue un rôle important dans l’apprentissage de l’enfant membre d'une famille transnationale de la culture, de la langue, de la religion, des valeurs et de l’identité. Pierre Bourdieu (1979) affirme que la socialisation est alimentée par l’habitus. Ce dernier permet la reproduction des comportements antérieurs dans un contexte considéré familial. Toutefois, lorsqu’il s’agit d’une situation nouvelle, voir un contexte nouveau, l’habitus peut céder la place à l'innovation. Ce malaise qui s'impose quand l'individu rencontre une situation ou un milieu éloigné de son habitus, est appelé hystérésis. Ainsi, les migrants, souvent les plus âgés, peuvent se voir être confrontés à cette situation d'hystérisis mais les plus jeunes créent davantage des mécanismes, des compétences transnationales propres à eux. 
Grâce aux TIC et au développement d’un habitus transnational, les migrants apprennent qu’ils peuvent être en même temps « d'ici » et de « là-bas ». Ce constat ne fragiliserait pas leur identité mais au contraire, les aiderait à trouver leur place dans un monde globalisé. Dans ce contexte, nous remarquons l’émergence d’un nouvel acteur social (Lahire, 1998). Ce dernier s’identifie moins avec une culture ou un groupe spécifique mais plutôt avec une nouvelle dimension dite cosmopolite.

### Théorie deBernard Lahire
Bernard Lahire (1998) quant à lui, bien que bourdieusien, émet dans son ouvrage « L’homme pluriel » sa critique de la théorie de l’habitus de Bourdieu. En effet, Lahire dit que l’individu est incohérent et hétérogène, construit par ses expériences et socialisations diverses. Nous vivons dans un monde multiple et complexe. En effet, de nos jours les individus peuvent appartenir à des univers, des groupes différents. Les actions d’un même individu peuvent donc de par leurs inspirations éclectiques, être dissonantes. L’idée d’habitus passe donc à l’idée de « stock » disponible dans lequel l’individu peut puiser des ressources en fonction du contexte, de l’environnement et des interlocuteurs. En suivant cette logique lahirienne, les membres des familles transnationales prennent, gardent ou rejettent les éléments culturels qui les entournent. L'individu est pluriel, entre autres, par les différentes cultures qui le composent et le construisent. 

## Transmission culturelle
Au vu de la distance géographique, les descendants issus d’une famille transnationale risquent de ne connaître qu’une seule culture et une seule famille. En effet, la migration est, d'après François Sicot (2003), synonyme de rupture partielle avec la culture du pays d'origine par le choc culturel qu'elle constitue. Cependant, enfants et parents vont construire et partager ensemble des pratiques et valeurs culturelles. Au sein d'une famille, les enfants rapportent par leur socialisation secondaire des éléments culturels du pays de résidence, à domicile. Les parents, quant à eux, développent des stratégies de transmission culturelle afin de baigner l’enfant dans l’univers culturel du pays d’origine.
D’après H. Draelants, la transmission culturelle parentale nommée également domestique peut se décliner en deux niveaux, à savoir le niveau « osmotique », et le niveau « stratégique ». La transmission osmotique se produit lorsque les parents inscrivent inconsciemment leurs enfants dans « un univers culturel », alors que la transmission culturelle dite stratégique renvoie à une volonté raisonnée par les parents de transmettre leur culture. François Sicot, dans son article intitulé "Quelle transmission pour les jeunes de quartiers de relégation" (2003), partage le fait que la transmission culturelle se réalise davantage de manière inconsciente, l'enfant est imprégné de sa culture familiale sans préméditation. Néanmoins, certaines stratégies de transmission existent, telle que la participation à des cours de langues par exemple.
D'après François Sicot (2003), l'enfant peut garder ou rejeter des éléments culturels de cette transmission. En effet, l'enfant négocie à la fois l'intégration de sa culture familiale et sa distinction, afin de construire son identité personnelle, sa culture propre, comme l'illustre ce passage tiré de ses travaux : « J'y tiens, à ma culture, et je tiens à certaines choses qui sont bien là-bas, mais il y a beaucoup de choses qui sont bien ici. En fait, tu te fais ta propre culture ». Cette étape de réflexion et d'appropriation des deux cultures survient généralement à l'adolescence. 

### Linguistique[8]
Cette transmission culturelle se fait, entre autres, par le langage. Stéphane Condon et Corinne Régnard mettent en évidence l'importance du contexte dans le choix linguistique. Par exemple, les frères ainés parlent régulièrement le français avec leurs Frères et sœurs. De plus, dans leur article « Héritage et pratiques linguistiques des descendants d’immigrés en France », ces  auteurs avancent également que pour la majorité des familles d’origines algériennes, la langue familiale est le français et l’arabe intervient au sein des relations interpersonnelles entre un des parents. Cependant, au sein des familles d’origines turques ou portugaises les langues d’origines est la langue principale du domicile, tandis que le français lui n’intervient que lors de contextes particuliers. 
Il existe également un facteur genré. Par exemple, au sein des familles d’origines portugaises ce sont davantage les pères qui s’impliquent dans la transmission linguistique, alors que chez les familles algériennes, espagnoles et italiennes, ce sont les mères qui transmettent la langue d’origine.
Dans cette négociation, la langue étant un facteur facilitant la socialisation, se pose la question de l'intégration tant au sein du pays d'accueil, qu'au pays d'origine. Cette transmission linguiste est centrale dans la construction identitaire des individus, elle contribue à leur définition. Ces langues maternelles multiples sont des atouts tant au niveau professionnel, sociologique que culturel. De plus, les descendants bilingues jouent également le rôle de médiateur entre l’environnent et la famille par ses traductions. La majorité des descendants pluri linguistes sont bilingues, rares sont ceux à maîtriser plus de deux langues.
Le plurilinguisme s'impose selon qu'un seul parent ou les deux parents soient bilingues et qu'ils choisissent de transmettre une ou plusieurs langues. En effet, en France, par exemple, lorsque les deux parents sont nés dans le même pays étranger, le plurilinguisme chez les descendants est plus important, alors qu’il résulte être plus faible lorsque les parents sont nés dans deux pays différents et est encore plus faible chez les couples mixtes au sein duquel un des deux parents est né en France. De plus, ce plurilinguisme dépend également de la volonté et des capacités des parents à le transmettre. En effet, généralement, pour transmettre une langue, une certaine aisance est recommandée. Le niveau linguistique francophone aura davantage de chance d'être élevé si le parent est arrivé jeune au pays de résidence. En effet, si le parent a immigré jeune, il aura fréquenté la scolarité et des pairs du pays d'"accueil" ce qui lui aura permis d’apprendre la langue. Les parents arrivés avant l’âge de 11 ans transmettent plus facilement le français et inversement, les parents arrivés après l'âge de 11 ans parlent davantage leur langue d'origine à leurs enfants. Dans certaines familles, le compagnon francophone apprend la langue étrangère. Néanmoins, la langue étrangère est plus pratiquée au sein des familles au sein desquelles les deux parents sont d'origine étrangère. En effet, le français domine au domicile familial lorsqu'un des deux parents est né en France. Néanmoins, dans les deux cas, les enfants ont parfois l'opportunité de suivre des cours de langue afin d'améliorer leur niveau. 
Dans le cas où le jeune maîtrise la langue étrangère, il rencontrera plus de facilités à utiliser les médias de communication afin de rentrer en contact avec sa famille à l'étranger. Et, réciproquement, un intérêt accru pour le sport, la politique, la culture du pays d'origine sera susceptible de le pousser à apprendre la langue du pays. Les nouvelles technologies de l'information et de la communication occupent donc une place centrale dans la transmission linguistique transnationale.

### Traditions et coutumes
Le dossier Qu'est-ce que transmettre ? (2002) de la Revue Sciences Humaines reprend cette définition de la tradition « désigne une pratique ou un savoir hérité du passé, répété de génération en génération. On attribue souvent aux traditions une origine ancestrale et une stabilité de contenu. Mais ces caractéristiques ne résistent pas à l'analyse ». Il est donc à considérer que la tradition à l'instar de la transmission contient une dimension intergénérationnelle. 
De plus, selon Gérard Lenclud, la tradition est englobée par la culture. Marcel Mauss pousse le raisonnement encore plus loin en affirmant que sans la tradition, il n'y aurait pas de transmission. En effet, pour de nombreuses personnes, la transmission et la tradition vont de pair. En revanche, Gabriel Vahanian différencie les deux notions. D'après lui, si la transmission peut être soumise à la tradition, dans certains cas, elle ne l'est pas. Effectivement, la transmission peut parfois opérer une sélection entre les traditions qui méritent d'être transmises et celles qui sont au contraire rejetées.
Comme l'histoire, la tradition se caractérise par son rapport au temps et à l'espace. Elle est cyclique. Le passé n'est pas coupé du présent mais il se manifeste dans ce dernier. En outre, d'après l'historien, Eric Hobsbawm (1983) les traditions ont une durée de vie inférieur à une dizaine d'années. 

### Religion
La transmission culturelle se produit également par la religion. En effet, les enfants issus de l’immigration « héritent » de la religion de leurs parents étant donné que cette dernière est considérée comme un des facteurs premiers qui forgent l’identité (Bouzar, 2004; Geisser & Finan, 2002 ; Laurence & Vaèse, 2006).
Plusieurs chercheurs analysent la religion sous le volet de la culture car ils revendiquent que dans la société occidentale, la religion est devenue de moins en moins importante en perdant ainsi sa place originale. Selon eux, la culture a pris la place de la religion. Toutefois, d'après d'autres chercheurs, cette dernière reste encore aujourd’hui pratiquée dans la sphère privée et elle se manifeste parfois au sein même de la sphère publique. De plus, des études récentes portant sur les mouvements migratoires montrent que la religion comme la culture est affectée par l’expérience de la migration à savoir, le trajet migratoire, l’installation dans le pays d’accueil, et le tissage des liens ethniques et transnationaux (Hagan & Ebaugh, 2003 ; Hirschmann, 2004 ; McAlister, 2002 ; Rickman, 2005).
La religion n’unit pas les migrants qu’avec leurs proches restant dans le pays d’origine mais aussi, avec les fidèles vivant dans d’autres pays en devenant ainsi un mouvement international (Bowen, 2004 ; Marquardt, 2005). En outre, elle permet d’unir les gens à travers le temps. En effet, ils construisent des souvenirs en se basant sur une dimension temporelle qui englobe le passé, le présent et le futur (Hervieux-Leger, 2000; Tweed, 1997).
Il est vrai que la distinction entre culture et religion demeure subtile puisque dans plusieurs cas, la religion et la culture peuvent aller de pair. En effet, elles se renforcent mutuellement et elles se renvoient l’une à l’autre.

### Politique
La transmission culturelle, mais en particulier la transmission de la culture politique aux enfants de deuxième génération d’immigrés, est un lien important dans la relation familiale transnationale. Le lien devient le vecteur principal de transmission culturelle et mémorielle. Il existe plusieurs manières d’observer la transmission politique dans ce cas-ci. Elle peut se faire de manière informative, quant à l’actualité politique du pays conduisant parfois à une participation à la vie politique du pays concerné, ou mener à un activisme politique de l’extérieur.

#### Articles scientifiques
- Condon, S., Régnard, C. (2010). Héritage et pratiques linguistiques des descendants d’immigrés en France. Hommes et Migrations, 1288, 44-56. DOI : 10.4000/ hommesmigrations.854
- Draelants, H. (2016). Formes et évolutions de la transmission culturelle. Le « modèle des héritiers » à l’épreuve des données PISA 2009. Revue Française de Pédagogie, 194, 5-28. DOI : 10.4000/rfp.4967
- François, S. (2003), Quelle transmission culturelle pour les jeunes des quartiers de relégation ?. Empan, 2 (50), 38-44. DOI 10.3917/empa.050.0038
- Le Gall, J., Meintel, D. (2011). Liens transnationaux et transmission intergénérationnelle : le cas des familles mixtes au Québec, Autrepart, 1/1 (5758), 127-143. DOI 10.3917/autr.057.0127
- Levitt, P., Jaworsky, B.N. (2007). Transnational Migration Studies: Past Developments and Future Trends. Annual Review of Sociology, 33, 129- 56. DOI: 10.1146/annurev.soc.33.040406.131816
- Nedelcu, M. (2012). Migrants' New Transnational Habitus: Rethinking Migration Through a Cosmopolitan Lens in the Digital Age. Journal of Ethnic and Migration Studies, 38(9), 1339-1356. DOI: 10.1080/1369183X.2012.698203
- Octobre, S., Détrez, C., Mercklé, P., Berthomier, N. (2011). La diversification des formes de la transmission culturelle : quelques éléments de réflexion à partir d'une enquête longitudinale sur les pratiques culturelles des adolescents. Recherches familiale, 1(8), 71-80. DOI 10.3917/rf.008.0071
- Lenclud, G. (1987). La tradition n'est plus ce qu'elle était...Sur les notions de tradition et de société traditionnelle en ethnologie. Terrain Anthropologie & Sciences sociales, 110-123. DOI : 10.4000/terrain.3195
- Vahanian, G. (1995). Transmission et tradition. Autres Temps. Cahiers d'éthique sociale et politique, 48, 6-11. Doi : 10.3406/chris.1995.1814
- Razy, E., Baby-Collin, V. (2011). La famille transnationale dans tous ses états. Presse de Sciences Po ( P.F.N.S.P.), 7-22. Doi : 10.3917/autr.057.0007

#### Articles scientifiques électroniques
- Mazzucato, V. & Schans, D. (2011). Transational Families and the Well-Being of Children : conceptual and methodological Challenges. Retrieved from https://www.ncbi.nlm.nih.gov/pmc/articles/PMC3258421/ .
- Pearce, K., Slaker J.S. & Ahmad, N. (2013). Transnational Families in Armenia and : Information Communication Technology Use. International Journal of Communication, 7, 2128–2156. Retrieved from http://ijoc.org.
- Zontini, E. (2004). Italian Families and Social Capital: Rituals and the Provision of Care in British- Italian Transnational Families. Families & Social Capital ESRC Research Group - Working Papers, 1-26. Retrieved from https://www.lsbu.ac.uk/__data/assets/pdf_file/0009/9378/italian- transnationalfamilies-research-working-paper.pdf
- Ruano-Borbalan. JC. et al. (2002), Qu'est-ce que transmettre ?. Sciences Humaines. Retrieved from https://www.scienceshumaines.com/culture-et-tradition_fr_12538.html

#### Ouvrages
- Lahire, B.(1998). L’homme pluriel. Les ressorts de l’action, Paris, Nathan, 145 F.
- Mangez, E. (2016). Cours d'Histoire de Sociologie et d'Anthropologie. Prise de note. Université Catholique de Louvain. Louvain-La-Neuve
- Glevarec, H. (2017). Chaire Leclercq: de la distinctions à la différenciation. Université Catholique de Louvain. Louvain-La-Neuve